# Gumball 3000

Il logo della Gumball 3000

La Gumball 3000 o Gumball 3000 Rally è una manifestazione motoristica non competitiva di 3 000 miglia (4 800 km) che si svolge annualmente su strade di tutti i giorni e quindi aperte al traffico, generalmente la durata è di circa una settimana. La partenza e l'arrivo sono fissati in due grandi città e il percorso prevede vari checkpoint in località rinomate o punti di interesse.
Essendo un evento non agonistico non ci sono limiti di regolamento per i partecipanti e sono ammesse diverse categorie di veicoli; la maggior parte sono macchine di lusso e supercar, prototipi, macchine da corsa, talvolta creazioni uniche quali repliche della Batmobile. Ogni anno vengono create verniciature e livree particolari che spiccano per i colori o la loro creatività e ogni macchina ha un numero identificativo.
Fondata da Maximillion Cooper che voleva unire motori, celebrità, musica e divertimento in un unico evento, la prima edizione si è svolta nel 1999 ed è iniziata con una festa esclusiva al Bluebird Club di Londra dove erano presenti molti VIP che hanno corso il giorno seguente quali Kate Moss, Guy Ritchie e Dannii Minogue.
Negli anni la manifestazione è cresciuta di popolarità anche se ha ricevuto parecchie critiche dalla stampa e dalle autorità per via della velocità dei veicoli partecipanti. Ricordiamo che l'edizione del 2007 è stata sospesa dopo pochi giorni a causa di uno schianto mortale avvenuto in Macedonia causato da un equipaggio in gara. La Porsche 997 Turbo guidata da Nicholas Morley e Matthew McConville si è scontrata frontalmente con una Volkswagen Golf guidata da una coppia di pensionati locali che sono morti in seguito al violento impatto.

## Storia
Nel 1933 il pilota di moto Erwin George Baker, soprannominato "Cannonball", attraversò gli Stati Uniti "coast-to-coast" in circa 54 ore.
Nel 1970 la rivista automobilistica americana Car and Driver organizzò in suo onore la prima Cannonball Baker Sea-To-Shining-Sea Memorial Trophy Dash.
La seconda edizione venne vinta dal pilota di Formula 1 e Le Mans Dan Gurney a bordo di una Ferrari 365 Daytona che impiegò 35 ore per coprire la tratta New York-Los Angeles.
Questo evento ispirò nel 1976 i film La corsa più pazza del mondo (titolo originale: The Gumball Rally) e Cannonball, di cui vennero girati i sequel La corsa più pazza d'America (titolo originale: The Cannonball Run) e La corsa più pazza d'America n. 2 (titolo originale: The Cannonball Run II).
La Cannonball fu infine cancellata nel 1979 in seguito all'attenzione dei media e alle pressioni fatte sugli organizzatori da politici e organi di polizia in merito ai problemi di sicurezza stradale che la gara provocava.
Traendo ispirazione dalla gara del 1970, dai film sopracitati e dalla pellicola Smokey and the Bandit, Maximillion Cooper fece rivivere lo spirito della vecchia gara nell'estate del 1999 unendo al rally feste notturne e hotel di lusso.
La Gumball 3000 catturò subito l'attenzione pubblica grazie alle celebrità che vi parteciparono, all'interesse di CNN, MTV, BBC e George Gurley di Vanity Fair che ha poi corso assieme ad Alex Roy (vincitore dell'edizione 2003) attraverso il Marocco nell'edizione 2004.

## Le gare

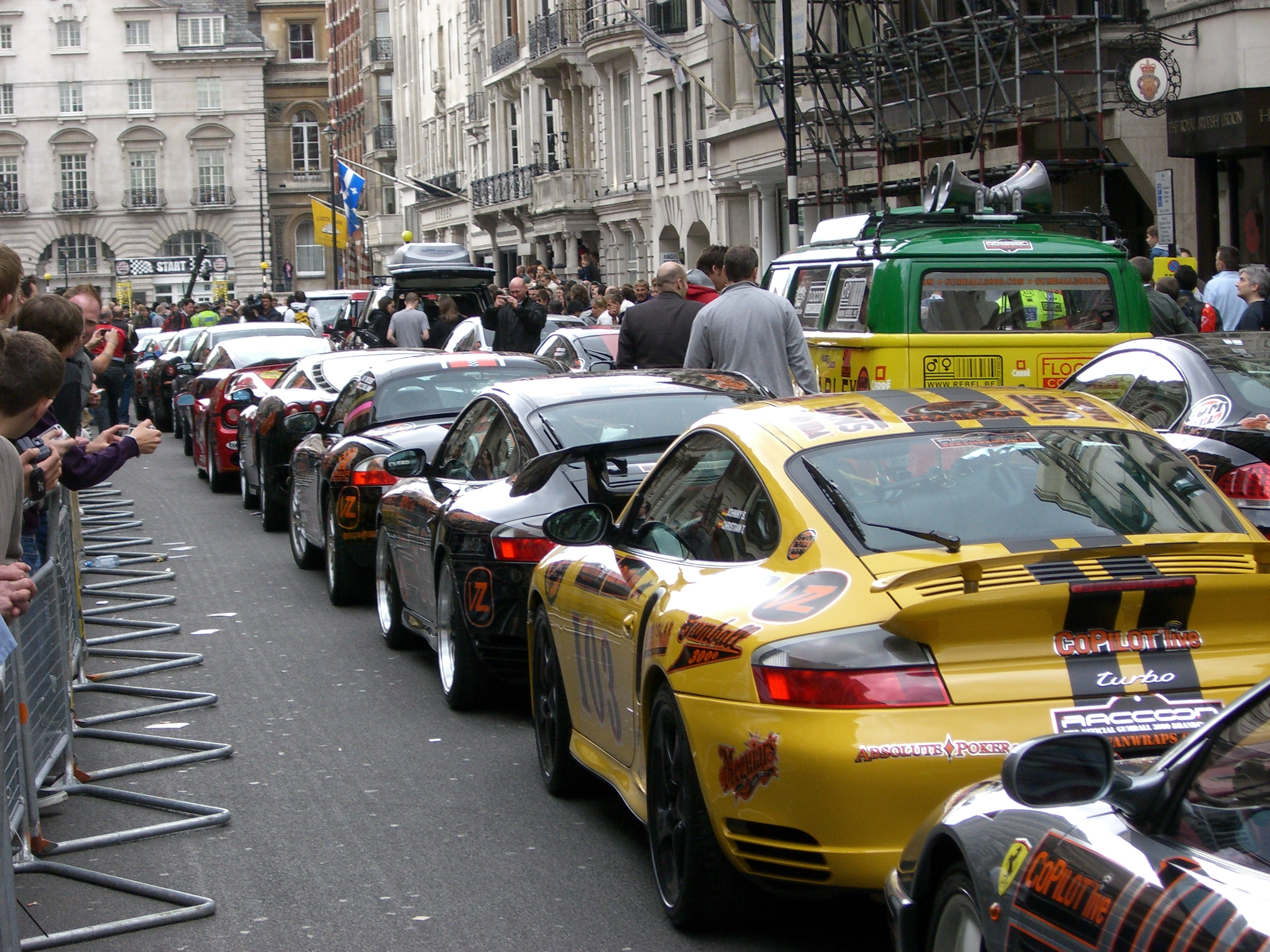
Prima della partenza della Gumball 3000 a Londra, 30 aprile 2006

### 1999
Alla prima Gumball 3000 hanno partecipato 50 amici di Maximillion Cooper;
partiti da Londra verso Rimini, hanno qui ripreso la via del ritorno verso Londra attraversando Parigi. Durante il percorso hanno fatto tappa in vari checkpoint come il museo "Mas du Clos Ferrari Museum", il circuito di Le Mans, il circuito di Montecarlo, la fabbrica Ferrari a Maranello, palazzo Ambras in Austria e il circuito di Hockenheim in Germania, prima di tagliare il traguardo a Park Lane (Londra).
Il vincitore ha guidato una Jaguar E-Type del 1963. Altri nomi noti erano Billy Zane a bordo di una Aston Martin DB5 del 1964, Jason Priestley al volante di una Lotus Esprit e Dannii Minogue su una Porsche Boxster.

### 2000
La seconda edizione ha preso il via nel maggio del 2000. La gara è partita da Marble Arch a Londra verso l'aeroporto di Stansted, vicino a Cambridge, dove piloti e auto sono stati aerotrasportati fino a un aeroporto privato in Spagna. La gara è ripresa attraversando Bilbao, Cannes, Milano, l'Hotel Bühlerhöhe Castle in Germania, il circuito di Nürburgring e Amburgo prima di tornare a Londra.
Fra i personaggi noti erano presenti leggende della drum and bass, Clifford Price, conosciuto come Goldie, su una Aston Martin V8, Tara Palmer-Tomkinson a bordo di una Jaguar XK8, Bruce Raynolds con una Bentley, la band dei Placebo alla guida di una Lagonda, la band degli Happy Mondays su una Jaguar 2+2 e l'organizzatore Maximillion Cooper al volante della famosa Bentley Arnage 1W0.

### 2001
La terza edizione si è svolta nell'aprile del 2001, hanno partecipato 106 equipaggi tra cui Johnny Knoxville, Steve O e parte del cast di Jackass alla guida di una Jaguar XJ6 del 1989, il campione di Formula 1 Damon Hill al volante di una Lamborghini, il comico Vic Reeves con una Mercedes-AMG, Lord Montagu di Beaulieu su una Blower Bentley e Maximillion a bordo di una Shelby Cobra originale.
La gara è partita da Hyde Park Corner a Londra attraversando Berlino, Malbork, Vilnius, San Pietroburgo, Helsinki, Stoccolma, e Copenaghen prima di tornare a Londra.
Molti partecipanti sono stati fermati in Lettonia, non potendo così fare il viaggio di ritorno a Londra.
Kim Schmitz è arrivato primo sulla linea del traguardo a bordo della sua Mercedes Brabus SV12 Megacar. La corsa è stata inclusa in una lunga puntata (un'ora circa) di Jackass dal titolo Jackass Gumball 3000 Special andato in onda su MTV e che ha fatto registrare i più alti ascolti dell'anno. Ruby Wax (nota personalità della BBC) inoltre ha fatto seguire l'evento dalla BBC1 per la TV britannica e ha lottato (per gioco) con Chris Pontius del team di Jackass.

### 2002
La quarta edizione ha avuto luogo nell'aprile del 2002 ed è stata la prima a non svolgersi in Europa.
La corsa è partita da New York in direzione della villa di Playboy a Los Angeles passando attraverso i checkpoint della Casa Bianca a Washington DC, Memphis, Tennessee per un pranzo nella villa di Elvis Presley, Graceland, Texas (accolti dalla squadra di football dei Dallas Cowboys), il Cadillac Ranch, Santa Fé, New Mexico, il Grand Canyon e infine Las Vegas in Nevada prima dell'arrivo alla villa di Playboy a Beverly Hills dove Hugh Hefner e le playmate hanno consegnato i premi.
Hanno partecipato 175 vetture, tra cui una Corvette del 1960, verniciata a stelle e strisce come la bandiera americana, una Ferrari California Spider del 1959 come quella del film Ferris Bueller's Day Off, acquistata al prezzo di un milione di dollari solo per partecipare alla Gumball e molte altre muscle car americane che hanno percorso il tragitto a fianco di moderne supercar.
La stilista Donna Karan, le modelle Amy Wesson e Rachel Hunter e l'attore Matthew McConaughey erano tra i partecipanti.
I vincitori sono stati Nicholas Frankl e Nick Connor che, malgrado fossero stati arrestati per le infrazioni multiple al codice della strada commesse, sono stati liberati su cauzione e hanno volato fino alla linea del traguardo.

### 2003
La quinta edizione è partita nel maggio del 2003, con più di 100 auto, da San Francisco per arrivare a Miami, passando attraverso Reno, Las Vegas, Tucson, White Sands, San Antonio, Houston e New Orleans.
È stato realizzato anche un film dell'evento dal titolo Gumball 3000 THE MOVIE con molte star come Ryan Dunn di Jackass, la leggenda dello skateboard Tony Hawk alla guida di una Dodge Viper e Bucky Lasek, il campione di motocross Travis Pastrana e Carey Hart, la modella Jodie Kidd.
Le vetture presenti includevano molte Ferrari F50 e 360 Modena, Lamborghini Murciélago, una supercar come la Koenigsegg CC8S e il VW Eurovan personalizzato di Jesse James.
Alex Roy ha vinto il premio "Gumball Spirit Trophy" con la sua BMW M5 "team polizei", camuffata da auto della polizia tedesca.
Il premio "Fastest Wheels" è andato a Rob "Lonman" Kenworthy alla guida della sua Porsche GT2.
Un premio speciale è andato a Richard e Sue Rawlings con il loro Chevy Avalanche modificato pesantemente.

### 2004
Nel maggio del 2004 si ritorna il Europa con la sesta edizione.
Il rally parte dalla Torre Eiffel a Parigi alla volta di Biarritz, Madrid e Marbella per poi passare in Africa a Marrakech in Marocco come ospiti del Re che per l'occasione ha considerato nulli i limiti di velocità per i partecipanti della Gumball.
Da qui la corsa è tornata in Spagna per il Gran Premio di Barcellona.
Qui la polizia autostradale ha fermato ai caselli autostradali tutti i partecipanti obbligandoli a percorrere le autostrade in fila indiana dietro una loro auto di pattuglia.
Molti partecipanti, per non essere notati dalla polizia, hanno staccato gli adesivi degli sponsor dalle loro auto o li hanno coperti riuscendo a farla franca.
Rob "Lonman" Kenworthy con la sua Porsche 996 GT2 è stato l'unico a rompere la monotonia della carovana creatasi dietro le vetture della polizia, uscendo dalla fila indiana e fuggendo dalle volanti a velocità folle.
Per questo ha dovuto scontare 4 giorni nelle prigioni spagnole.
Infine l'arrivo al festival di Cannes.
Hanno partecipato 192 vetture e personaggi come l'ex campione mondiale di boxe Chris Eubank alla guida di un camion, l'attore Adrien Brody, vincitore del premio Oscar con il film Il pianista, che ha preferito una Porsche e gli 'Ai Ya' Boys che hanno affittato un Winnebago RV.
Gary Lutke e John Docherty hanno vinto lo "Spirit Trophy" a bordo di una Citroën 2CV.
Il primo posto è stato vinto da Kim Schmitz alla guida di una Mercedes CL300.
Il premio "Style Award" è stato vinto dal "team polizei144" di Alex Roy, questa volta camuffato da Reale Polizia canadese a cavallo.
Il premio "Safety Award" è andato a Torquenstein per essere sopravvissuto a uno spaventoso incidente con la sua Dodge Viper in Marocco.
Il campione Richard Dunwoody e il giornalista Clement Wilson sulla loro Volvo V70R hanno scritto un racconto intitolato Our Gumball Rally, pubblicato dalla Virgin Books, ed è stato inoltre prodotto un film di questa edizione intitolato Gumball 3000: 6 DAY IN MAY.

### 2005
La settima edizione prende il via da Trafalgar Square il 14 maggio 2005.
Verranno percorse 3000 miglia partendo da Londra, passando per Bruxelles, Praga, Vienna, Budapest e Ragusa in Dalmazia.
Da qui con un traghetto le auto e i partecipanti sono stati portati a Bari, per recarsi poi al circuito Targa Florio in Sicilia.
Lasciata la Sicilia, la corsa è continuata verso nord in direzione Roma e di seguito Firenze, Genova per arrivare nella piazza del Casino di Montecarlo prima del Gran premio di Formula 1.
Tra i partecipanti Daryl Hannah, rock star e modelle che hanno guidato la macchina del Generale Lee di Hazzard alle Ferrari Enzo, alle Mercedes-Benz SLR McLaren. Maximillion Cooper ha deciso di partecipare con un Ferrari 550 Le Mans replica molto simile nell'aspetto a quelle utilizzate nel campionato FIA GT.
Cinque partecipanti (Gary Malcolm P. 32 anni (UK), Darrick F, 36 anni (Canada), Rudolf S., 46 anni (Belgio), Pastou P., 25 anni (UK) e Robert Nicholas, 31 anni (UK)) sono stati arrestati il 9 maggio 2005 dalla polizia autostradale catalana mentre correvano tra Sagunto e Tarragona.
Vi sono stati poi accordi con la polizia poiché uno degli organizzatori era tra gli arrestati.
La storia è stata pubblicata sui giornali spagnoli il 10 maggio 2005. Sono stati poi avvistati dirigersi verso Londra dove avrebbe preso il via pochi giorni dopo la Gumball 3000.
Il premio "Spirit Trophy" è andato a Sue Bellarby e Kathy Huddart, il cui Caterham 7 si è rotto a poca distanza dalla linea del traguardo. I due sono stati caricati dalla leggenda della Gumball 3000, Alex Roy, e trasportati fino al traguardo dalla sua "Guardia Civil" Team Polizei BMW M5, finendo così secondi alle spalle della finta polizia spagnola.
In questa edizione i vincitori non ufficiali sono stati Greg e "Kalbas" su Mercedes 2004 CLK-DTM che, dopo aver fuso il motore di una Mercedes-McLaren SLR con una settimana di vita, hanno rotto anche la CLK-DTM a pochi metri dall'arrivo.

### 2006
L'edizione 2006 è stata la più ambita tra tutte poiché è partita da Londra per terminare a Los Angeles in appena 8 giorni, con voli organizzati per il trasferimento di tutte le 120 auto dall'Europa all'Asia e da qui in America.
Sono stati utilizzati 3 Antonov An-124 Ruslan per i veicoli e un Iceland Air Boeing 757 per i passeggeri.
La gara è partita il 29 aprile 2006 in Pall Mall a Londra proseguendo verso Vienna, Budapest e Belgrado.
I piloti sono stati poi aerotrasportati dalla Serbia fino in Thailandia per la seconda parte della gara svoltasi tra Phuket e Bangkok.
Con un secondo trasferimento aereo auto e pilota si sono spostati negli USA per il tratto finale, da Salt Lake City a Los Angeles, passando per Las Vegas dove Snoop Dogg si è esibito dal vivo al party della Gumball 3000.
Tra i partecipanti erano inclusi le star di Jackass Ryan Dunn e Bam Margera, alla guida della Lamborghini Gallardo modificata di Bam, Tony Hawk, Mike Vallely, Rooftop Escamilla su una Jeep Grand Cherokee SRT8, Travis Barker dei blink-182 al volante della sua Rolls Royce Phantom con DJ Swizz Beatz, Dirty Sanchez, Dan Joyce, Matthew Pritchard, l'attore di Love Actually Martine McCutcheon su un Range Rover rosa e il volto noto della televisione americana Matt Johnston alla guida di una Dodge Charger Custom 2006, oltre al solito assortimento, presente alla Gumball, di eccentrici, celebrità, milionari e miliardari provenienti da ogni parte del mondo.
Il Team Polizei di Alex Roy e Michael Ross, a bordo di una Bentley Continental GT ha dominato la Gumball 2006 piazzandosi primo in Belgio, a Vienna, Budapest, Furnace Creek e Beverly Hills, battendo addirittura i concorrenti che non si sono fermati ai checkpoint.
Il team di Alex Roy, dopo aver sofferto il sabotaggio di Ed Leigh e un incidente in Thailandia, è rimasto sorpreso alla frontiera birmana dove hanno potuto scattare delle foto con le guardie di frontiera convinte che i componenti del Team Polizei fossero ispettori delle Nazioni Unite.
Torquenstein, dopo lo spaventoso incidente del 2004 con la sua Dodge Viper, è ritornato più carico e preparato al volante di una Ford GT con alcune modifiche (tra cui una cortina fumogena, tre unità GPS e un sistema radar per il rilevamento di autovelox).
Torquenstein e il suo navigatore Dr. E. Gruene si sono piazzati secondi a Belgrado, ottavi in Thailandia e hanno lottato fino alla fine per il primo posto contro la Bentley del Team Polizei guidata da Alex Roy e Michael Ross.
Il premio "Spirit Trophy" è stato vinto da Damian Williams, Richard Blackburn ed Ezra Chapman del Team 15 che hanno sfasciato la loro Rolls Royce Phantom "mimetica" in un incidente a circa 160 mph (257 km/h) a nord di Belgrado.
Arrivati all'aeroporto serbo sono volati in Thailandia, hanno percorso più di 500 miglia in taxi attraversando il paese e, una volta atterrati a Salt Lake City, hanno comprato una nuova Rolls Royce Phantom per guidare fino all'arrivo a Beverly Hills.
Sono arrivati alla villa di Playboy con i resti della griglia anteriore della prima Rolls e Hugh Hefner gli ha conferito un premio più adatto, una macchinetta per le palline di gomma.

### 2007 - Edizione sospesa
Il percorso 2007 è partito da Londra verso Istanbul passando per Amsterdam, Monaco di Baviera, Venezia, Ragusa di Dalmazia e Atene.
3000 miglia attraverso 16 paesi, 120 auto, in 8 giorni.
Dal sito ufficiale la road map prevedeva:
- 28 aprile 2007 pranzo e party di registrazione
- 29 aprile 2007 partenza da Pall Mall (Londra) per guidare fino al checkpoint di Amsterdam
- 30 aprile 2007 guida nella notte fino al Checkpoint di Francoforte. Piloti e auto autotrasportati a Istanbul
- 1º maggio 2007 da Istanbul ad Atene passando per il checkpoint di Salonicco
- 2 maggio 2007 da Atene a Ragusa
- 3 maggio 2007 da Ragusa a Bratislava
- 4 maggio 2007 da Bratislava a Berlino, passando per il checkpoint Praga
- 5 maggio 2007 da Berlino a Londra per il party di fine corsa con concerto a Londra

Il rally è stato interrotto e cancellato il 3 maggio a causa di un gravissimo incidente, avvenuto sulle strade della Macedonia il giorno precedente, che ha coinvolto l'automobile di un cittadino locale. Vladimir Cepuljoski, 67 anni, conducente di una vecchia VW Golf che procedeva in direzione opposta, è deceduto all'ospedale poco dopo il violentissimo schianto, mentre la moglie Margarita, gravemente ferita, è morta il giorno successivo. I conducenti dell'auto in gara, Nicholas Morley, 30 anni, e Matthew McConvile, 32, entrambi inglesi, stavano guidando una Porsche 997 Turbo procedendo a circa 200 km/h in un tratto in cui il limite era 60 km/h. Dopo il tremendo impatto frontale con la Golf di Cepuljoski hanno tentato la fuga provando a salire su un'altra vettura ma, bloccati da alcuni spettatori, sono stati arrestati dalla polizia macedone. L'accusa per i due inglesi è di omicidio colposo, omissione di soccorso e tentata fuga.
In nove anni di Gumball e oltre 40 nazioni attraversate da migliaia di piloti, mai era successa una cosa del genere.

### 2008
L'edizione 2008 della Gumball 3000 si è svolta nel mese di agosto.
La partenza è avvenuta a San Francisco per poi procedere attraverso i checkpoint di San Diego e Las Vegas, da qui le auto sono state trasferite in volo fino a Nanchino, mentre i partecipanti si erano fermati a Pyongyang.
Successivamente è stata fatta tappa a Shanghai, mentre l'arrivo era situato a Pechino in corrispondenza dei giochi olimpici del 2008.
2009
L'edizione 2009 è partita da Santa Monica ed è terminata a Miami.
Questa è stata un'edizione particolare perché, dopo il grave incidente avvenuto in Macedonia durante l'edizione del 2007, si è deciso di correre esclusivamente negli Stati Uniti per cercare di lasciarsi alle spalle l'accaduto e settare un nuovo inizio per il brand e la reputazione della corsa.
I partecipanti hanno guidato per 8 giorni sulle strade statunitensi e le loro imprese sono state documentate nel film "Gumball 3000: Coast to Coast".

### 2010
L'edizione 2010 si è svolta tra Londra e New York. Il rally è partito il 1º maggio da Pall Mall, a Londra, passando per Amsterdam, Copenaghen, Stoccolma, Boston, Québec, Toronto, per poi concludersi il 7 maggio in Times Square, a New York. Tra le celebrità che hanno preso parte a questa edizione possiamo ricordare Tony Hawk, Xzibit, Eve e Sharam.

### 2011
L'edizione 2011 si è svolta tra Londra e Istanbul. Il rally è partito il 26 maggio da Pall Mall, Londra, passando per Parigi, Barcellona, il Principato di Monaco, Venezia, Belgrado e Sofia, per concludersi il 1º giugno a Istanbul. Tra le celebrità che hanno preso parte a questa edizione: i The Dudesons, Bode Miller, Bun B, Eve e Dirty Sanchez.

### 2012
Al termine dell'edizione 2011, è stato comunicato il percorso del Gumball 2012 che transiterà per New York, le Cascate del Niagara, Toronto, Detroit, Chicago, Denver e Las Vegas, per concludersi a Los Angeles.

### 2013 - 15º Anniversario
L'edizione 2013 si è svolta partendo da Copenaghen, passando da Stoccolma, Helsinki, St.Petersburg, Tallinn, Riga, Vilnius, Warsaw, Kraków, Vienna, ed è finita a Monaco. Tra le auto partecipanti, da segnalare la tumbler di Batman in versione mimetica (quella usata in Il cavaliere oscuro - Il ritorno).

### 2014 - Miami To Ibiza
L'edizione 2014 è partita da Miami ed è terminata ad Ibiza.
I partecipanti si sono radunati sulla Ocean Drive e hanno iniziato a guidare verso il primo checkpoint a Daytona, presso il Daytona International Speedway. Il rally è poi ripartito in direzione di Atlanta ed è proseguito lungo la costa est degli Stati Uniti concludendo la prima parte a New York.
Da qui le macchine e i piloti hanno preso un volo per Edimburgo dando il via al segmento europeo passando prima da Londra, Parigi e Barcellona per poi finire sull'isola di Ibiza.
Il premio "Spirit of the Gumball" è stato assegnato al produttore di musica elettronica Deadmau5 e il suo copilota Tory Belleci per aver guidato una Ferrari 458 Italia denominata Purrari.

### 2015 - Stockholm To Las Vegas
L'edizione 2015 è partita da Stoccolma ed è terminata a Las Vegas.
L'inizio è stato fissato nel centro di Stoccolma dove le 100 auto partecipanti, tra cui diverse Ferrari, Lamborghini, Mercedes e Mclaren, sono passate sotto il palco del party inaugurale e dopo il consueto discorso del fondatore Maximillion Cooper si sono dirette verso la prima tappa ad Oslo.
Il giorno successivo la carovana è ripartita in direzione Copenaghen e sulla strada hanno fatto tappa al primo checkpoint del rally nella città di Ängelholm dove ha sede la Koenigsegg, casa automobilistica svedese che produce esclusivamente supercar e vetture sportive. Adiacente alla fabbrica si trova un aeroporto dismesso che viene usato come pista di collaudo e qui i partecipanti hanno potuto mostrare tutta la potenza delle proprie auto organizzando gare di accelerazione.
Dopo aver ricaricato le batterie in un lussuoso hotel nel centro di Copenaghen, la Gumball 3000 è ripartita verso l'ultimo checkpoint europeo fissato alla Amsterdam arena, dove l'attendeva una grossa folla di persone.
Dopo essersi imbarcati su un volo intercontinentale in direzione Reno, città del Nevada negli Stati Uniti, i partecipanti hanno guidato fino a San Francisco e successivamente si sono diretti a Los Angeles, dove il pilota di Formula 1 Lewis Hamilton a bordo di una Koenigsegg Agera HH si è unito alla carovana per portare a termine l'ultimo tratto di strada concludendo l'edizione 2015 della Gumball 3000 a Las Vegas.
Tra le auto iscritte c'era anche un'Audi RS6 elaborata appositamente per la gara e di proprietà dello sciatore svedese Jon Olsson. Le modifiche comprendevano un potenziamento del motore che ha aumentato la potenza massima a 950 cavalli e un kit estetico che riprendeva la forma delle macchine da corsa del DTM. Dopo circa 5 mesi dalla fine della corsa l'auto è stata rubata ad Amsterdam e, dopo qualche giorno di ricerca in tutto il nord Europa, è stata ritrovata bruciata.

### 2016 - da Dublino a Bucarest
Tra le auto partecipanti c'era una riproduzione della Batmobile presa da Batman: Arkham Knight.

### 2017 - Riga to Mikonos
L'edizione 2017 è partita da Riga (capitale della Lettonia), passando per i seguenti check point: Varsavia, Budapest e Ragusa, Tirana e Atene fino a raggiungere la tappa finale all'isola di Micono in Grecia.

### 2018 - Londra to Tokyo
Nel 2018 le supercar sono partite da Londra in direzione della capitale nipponica.

## Palmarès

### Vincitori ufficiali del "Spirit of The Gumball Trophy"
| Anno | Vincitori | Auto                                                      |
| ---- | --- | --------------------------------------------------------- |
| 1999 | Luke Craft & Dylan Murray                                                                                      | 1999 Light Car Company Rocket                             |
| 2000 | Tom & Barbara Brudenell Bruce                                                                                  | 2000 Ferrari 550 Maranello                                |
| 2001 | Team Bridger (cit. The Italian Job) Daniel Macmillan, Viscount Macmillan of Ovenden & Liam Thornton            | Bullet & Bomb Proof Ambassadors Mercedes-Benz             |
| 2002 | Mark Croker & Rory Sweet                                                                                       | Ferrari F50                                               |
| 2003 | Alex Roy & David Maher (Team Polizei)                                                                          | 2000 BMW M5                                               |
| 2004 | Gary Lutke & John Docherty                                                                                     | Citroën 2CV                                               |
| 2005 | Sue Bellarby & Katie Huddart                                                                                   | Caterham 7                                                |
| 2006 | Damian Williams, Richard Blackburn & Ezra Chapman                                                              | Rolls Royce Phantom                                       |
| 2007 | Kemal Sadikoglu & Alikonur Yarsuvat                                                                            | Turkish Taxi                                              |
| 2008 | Yo Esbensen & Jasper Watts (US Stage Spirit Award)                                                             | 2008 Scion xB X Rogue Status edition                      |
| 2008 | David Carrington & Philip Wright (Overall Spirit of the Gumball 10th Anniversary Winners) Presented in Beijing | 1963 VW Samba T1 21-window split screen campervan         |
| 2009 | Danny Kass & The Dingo - presented in Miami                                                                    | 2006 Chevrolet Fun Mover RV                               |
| 2010 | Fahad Alturki, Rami Alturki, Ziad Alturki & Richard Bramall (Team Pavo)                                        | 2009 Mercedes-Benz ML63 AMG & 2009 Ferrari 612 Scaglietti |
| 2011 | The Dudesons: Hannu-Pekka Parviainen, Jukka Hildén, Jarno Leppälä, Jarno Laasala                               | Cadillac Escalade chiamata Dudesons Ambulance+            |
| 2012 | Charles & Kira Morgan                                                                                          | 2012 Morgan Threewheeler                                  |
| 2014 | Deadmau5 & Tory Belleci                                                                                        | Ferrari 458 chiamata Purrari                              |
| 2015 | Team KQWest | Porsche Turbo 997TT 775 HP Edition                        |

### Vincitori ufficiosi della Gumball Rally
- 1999 sconosciuto
- 2000 sconosciuto
- 2001 Kim Schmitz
- 2002 Rob Kenworthy - Mercedes-Benz SL55 AMG
- 2003 Rob "Lonman" Kenworthy - Porsche 996 GT2 (Speed award) / Richard Rawlings ("First to Nearly All Checkpoints" Gumball Trophy)
- 2004 Rob Kenworthy - (ha vinto 5 tappe su 8 stando in prigione 4 giorni in Spagna.)
- 2005 Remy Gelas e "Kalbas" - Mercedes-Benz CLK-DTM
- 2006 Alex Roy e Michael Ross - Team Polizei Bentley GT
- 2007—GARA CANCELLATA --